# Spiritual Kung Fu
Spiritual Kung Fu es una película de artes marciales de Hong Kong de 1978, dirigida y producida por Lo Wei y protagonizada por Jackie Chan y James Tien. Al igual que Dragon Fist, película también dirigida y producida por Lo Wei y protagonizada por Chan, Spiritual Kung Fu fue filmada a comienzos del año 1978.

## Sinopsis
Yi-Lang (Jackie Chan) es un inteligente estudiante de artes marciales en un templo de Shaolin. Un ladrón anónimo se roba un libro de la biblioteca que enseña un estilo potencialmente fatal de Kung Fu. Yi-Lang, junto con un grupo de otros cinco monjes, es castigado por no detener al ladrón, pero su valentía lo lleva a inscribirse para defender una parte supuestamente embrujada de la escuela. Al descubrir a los fantasmas, que son maestros de un estilo de lucha supuestamente perdido conocido como el estilo de los cinco puños, Yi-Lang se ofrece como estudiante, domina el estilo y lo usa para progresar rápidamente en las filas de la escuela. Para defender a la escuela del ladrón que robó el libro de su biblioteca, Yi-Lang demuestra su nuevo estilo y derrota al grupo invasor, con un poco de ayuda de sus cinco maestros espirituales.

## Reparto
- Jackie Chan
- Yuen Biao
- Kao Kuang
- Dean Shek
- James Tien
- Yee Fat
- Wang Yao
- Jane Kwong
- Hsu Hong